# M101 (obus)
O canhão 105 mm M2A1 (M101A1) é um obus desenvolvido pelos Estados Unidos durante a Segunda Guerra Mundial, vendo ação tanto na Europa quanto no Pacífico. Entrando em produção em 1941, ele rapidamente ganhou a reputação de ser confiável e eficiente. Criado para apoiar a infantaria, ele é usado por diversos países, como Brasil e Portugal.